# Municipio de Lacey (Kansas)
El municipio de Lacey (en inglés: Lacey Township) es un municipio ubicado en el condado de Thomas en el estado estadounidense de Kansas. En el año 2010 tenía una población de 121 habitantes y una densidad poblacional de 1,31 personas por km².

## Geografía
El municipio de Lacey se encuentra ubicado en las coordenadas 39°26′16″N 100°53′14″O / 39.43778, -100.88722. Según la Oficina del Censo de los Estados Unidos, el municipio tiene una superficie total de 92.16 km², de la cual 92,16 km² corresponden a tierra firme y (0 %) 0 km² es agua.

## Demografía
Según el censo de 2010, había 121 personas residiendo en el municipio de Lacey. La densidad de población era de 1,31 hab./km². De los 121 habitantes, el municipio de Lacey estaba compuesto por el 100 % blancos. Del total de la población el 0 % eran hispanos o latinos de cualquier raza.